# 384282 Evgeniyegorov
384282 Evgeniyegorov este o planetă minoră (asteroid) din centura de asteroizi. A fost descoperită pe 28 august 2009 la Spețialnaia astrofiziceskaia observatoria RAN⁠(d) de Timoer Valerievitsj Krjatsjko⁠(d). 
Obiectul prezintă o orbită caracterizată de o semiaxă mare de 2,3925725298409 UAi, o excentricitate de 0,23, o înclinație de 1,2 ° în raport cu ecliptica.